# 金山屯镇
金山屯镇是中华人民共和国黑龙江省伊春市金林区下辖的一个镇。
2016年，伊春市人民政府批准撤销奋斗街道办事处、金山街道办事处，下辖地区由金山屯区直辖。2019年6月，国务院同意调整伊春市部分行政区划，撤销金山屯区，设立金林区；同年，黑龙江省人民政府批准设立金山屯镇。

## 行政区划
金山屯镇下辖以下村级行政区划单位：
爱民社区、新建社区、育林社区、文明社区、金山社区、白山社区、丰岭社区、丰林社区、丰沟社区、横山社区、丰丽社区、大昆仑社区、金峰村和乐园村。